# کارل آمری
کارل آمری (آلمانی: Carl Amery) یک سیاستمدار اهل آلمان است